# ゾンゲリア
『ゾンゲリア』（原題：Dead & Buried）は、1981年のアメリカ合衆国のホラー映画。原題は直訳すると「死と埋葬」といった意味である。

## 概要
本作はいわゆる「ゾンビ映画」の一種と言えるが、ジョージ・A・ロメロが『ナイト・オブ・ザ・リビングデッド』で創出した、いわゆる「ロメロゾンビ」が登場するものとはかなり異なる。全編に漂う陰鬱とした雰囲気や激しい残虐描写も特徴だが、一方でミステリー的要素もある。
本作の脚本は、後にゾンビ映画の定番を破ったホラー・コメディー『バタリアン』を監督するダン・オバノンと、SFホラー『エイリアン』の原案をオバノンと共に執筆したロナルド・シャセットが務めている。
本作は1980年代初めに、英国で"video nasty"として当初上映が禁止されたが、後にリストから外されている。
本作は興行収入は振るわなかったが、スタン・ウィンストンの特殊効果とアルバートソンの演技は高く評価されている。チェルシー・クィン・ヤーブローによって小説化もされており、カルト映画としてもフォロワーを得ている。

## ストーリー
ニューイングランド（具体的な州は明かされない）の小さな海岸沿いの町「ポッターズブラフ」。そこの海辺である男が写真を撮っていると、女性が現れ彼を誘い始める。誘われるままついていった男は突然何者かに襲われ、縛り付けられた上ガソリンをかけられ焼かれてしまう。保安官のダンはその夜、車の中で焼かれた男を発見するが、葬儀屋のドッブスが調べようとすると突然叫びだす。彼は生きていた。
昏睡状態で入院したその男の身元を調べたところ、ジョージ・ルモインという外部の人間と分かる。ダンの妻で教師のジャネットは、彼から教材用の写真を売ってもらっていたという。しかし翌日偶然会った校長に話すと、そんなものは無いと言われる。その後も、漁のためやって来た漁師が殺害される。意識を取り戻したルモインだったが、そこに現れた看護婦は海辺のあの女で、彼の目に注射器を突き刺し殺害する。その後さらにガソリンスタンドで家族が、ヒッチハイクの少女が殺害されていき、その現場には死んだはずのルモインと漁師がいた。
相次ぐ殺人に困惑するダンだったが、彼自身が交通事故に遭遇する。車に付着した皮膚を検査したところ、その人物が4ヶ月前に死亡していたと分かり驚愕する。ジャネットの引き出しからブードゥー教や魔術の本を発見したダンは、彼女のいる学校に向かうが、そこに行方不明になっていた少年の姿があった。ますます困惑するダンはドッブスを疑い始め、彼の身辺調査を開始する。すると、彼が以前ロードアイランド州プロビデンスで主任病理学者であったこと、そして10年前に無許可の検死を行い解雇されていた事を知る。
ドッブスの元に向かったダンは、そこでドッブスから映写機を回して見せられる。そこには町の住民が人を殺している様子が映されており、彼によれば町の住民は皆死んでおり、彼らが殺した人をドッブスが蘇らせ、その後も体を修復していると言う。そして、ジャネットもその一人だという。

## キャスト
※括弧内は日本語吹替。
- ダン・ギリス - ジェームズ・ファレンティノ（宮内敦士）
- ジャネット・ギリス - メロディ・アンダーソン（深見梨加）
- ウィリアム・G・ドッブス - ジャック・アルバートソン（麦人）
- ロン - デニス・レッドフィールド   (横田大輔)
- リンダ - ナンシー・ロック・ハウザー  (金田愛)
- リサ（浜辺の女） - リサ・ブロント（織江珠生）
- ハリー - ロバート・イングランド（烏田裕志）
- アーニー - ビル・クィン
- ハーマン - マイケル・カリー
- ジョージ・ルモイン / フレディ - クリストファー・オールポート  (中村源太)
- 医師 - ジョゼフ・G・メダリス  (橋本雅史)
- ベン - メイコン・マッカルマン（多田野曜平）
- ヒッチハイカー - リサ・マリー
- ベティ - エステル・オメンズ  (塙英子)
- フィル - バリー・コービン
- サム - マイケル・パタキ  (多田野曜平)

※ 日本語吹替版 - ハピネットピクチャーズから2020年10月2日発売の『ゾンゲリア -日本語吹替音声収録コレクターズ版-』ブルーレイに収録 。

## スタッフ
- 監督:ゲイリー・A・シャーマン（英語版）
- 製作・脚本:ロナルド・シャセット
- 製作:ロバート・フェントレス
- 製作総指揮:リチャード・R・セント・ジョンズ
- 原作:チェルシー・クィン・ヤーブロー
- 原案:ジェフ・ミラー、アレックス・スターン
- 脚本:ダン・オバノン
- 撮影:スティーヴ・ポスター
- 編集:アラン・バルサム
- 特殊メイク:スタン・ウィンストン
- 音楽:ジョー・レンゼッティ（英語版）

## 映像ソフト
ゾンゲリア [Blu-ray]　廃盤
規格品番：HPXR-7
発売日：2014年12月02日
発売元：シーメディア
販売元：ハピネット・ピーエム

ホラー・マニアックスシリーズ 第12期 第3弾『ゾンゲリア』-日本語吹替音声収録コレクターズ版-
愛する人もゾンビなのか――海辺の町を襲う死者甦りの悪夢!
規格品番：BBXF-2134
発売日：2020年09月02日　発売日延期　→　2020年10月02日（首都圏は前日の2020年10月01日に発売）
発売元：株式会社ニューライン
販売元：株式会社ハピネット